# 克拉拉·希特勒
克拉拉·希特勒（德語：Klara Hitler，1860年8月12日—1907年12月21日），婚前姓波茨爾（Pölzl），是德國前總理阿道夫·希特勒的母親。

## 家庭背景與婚姻
克拉拉·波茨爾於1860年8月12日出生在奧地利帝國瓦爾德威爾特爾的市鎮魏特拉，其父親為約南·巴普蒂斯特·波茨爾（Johann Baptist Pölzl），母親則是喬安娜·希德勒；根據家庭醫師愛德華·布洛赫的說法，克拉拉是位安靜、甜美且溫柔的女性。
1876年，時年16歲的克拉拉受雇至其親戚阿洛伊斯·希特勒的家中擔任僕從。雖然阿洛伊斯親生父親身分不詳，但在其母親瑪麗亞·施克爾格魯伯與約南·吉奧·希德勒結婚後，阿洛伊斯便正式成為了希德勒的兒子。克拉拉的母親喬安娜·希德勒是希德勒的姪女；她嫁給了約南·巴普蒂斯特·波茨爾，進而使克拉拉與阿洛伊斯成為堂兄妹。
在其第二任妻子弗朗茨絲卡·馬澤爾貝爾格（Franziska Matzelsberger）於1884年逝世後，阿洛伊斯與克拉拉於1885年在因河畔布勞瑙結婚。
兩人的第一個兒子古斯塔夫（Gustav）在婚後四個月於1885年5月15日出生；次女艾達（Ida）則於翌年9月23日出生。兩個小孩均於1886年至1887年間的冬天死於白喉。第三子奧托（Otto）於1887年出生，不久後即於同年內病逝。第四子阿道夫於1889年4月20日。
1892年，克拉拉·希特勒與其家庭前往德國帕紹定居了兩年。1894年3月24日，第五子埃德蒙（Edmund）出生；第六女寶拉則於1896年1月21日出生。埃德蒙於1900年2月28日死於麻疹，得年五歲。在她與阿洛伊斯所生的六個孩子中，僅有阿道夫與寶拉安然成長至成年。
由於阿洛伊斯的不關心與冷漠，克拉拉將多數時間花在持家與照料小孩上。根據阿道夫·希特勒的姪子威廉·派崔克·希特勒（其異母兄長的兒子）的說法，克拉拉非常投入於照料孩子們起居。
克拉拉也是一名虔誠的天主教信徒，時常定期帶孩子們前往教堂參加彌撒。

## 晚年生活與逝世
當阿洛伊斯於1903年逝世後，克拉拉獲得了一筆政府發放的慰問金（阿洛伊斯生前是一名公務員）。克拉拉出售了位於萊翁丁的房產，並與年幼的阿道夫以及寶拉一同搬遷至林茲的一處公寓過著簡樸的日子。
1906年，克拉拉在其乳房中發現了一塊腫塊，但因家務繁重等原因而未予理會。在經歷頻仍且造成其難以入睡的胸痛後，她終於於1907年1月決定向家庭醫生愛德華·布洛赫諮詢。布洛赫醫師選擇不告訴克拉拉她罹患了乳癌，而是請其子阿道夫代為轉告之。布洛赫醫師告訴阿道夫其母的存活機率非常低，同時建議其接受較為激烈的乳房切除術。根據布洛赫的講法，克拉拉「以堅毅的精神接受了這項事實，就如同我所預料的那樣。她是如此虔誠，相信她的命運是上帝的旨意。抱怨對她而言從來都不是個選項。」克拉拉在林茲接受乳房切除術時，執刀醫師卡爾·厄本（Karl Urban）發現癌細胞已遠端轉移至其胸膜腔。布洛赫於是告知阿道夫與寶拉克拉拉的癌症已邁入末期。此前均居住於維也納的阿道夫搬回老家以照顧母親，其胞妹寶拉亦然。至10月時，克拉拉的病情已急速惡化，阿道夫於是懇求布洛赫醫師嘗試些新的療法。在接下來的46天中（自11月起至12月上旬止），布洛赫醫師每天均以當時仍處於實驗階段的化學療法「碘仿療法」治療克拉拉；她先前接受乳房切除術時的切口被再次割開，並以大量久浸於碘仿中的紗布敷在胸腔膜上，藉以「燒死」癌細胞。這種療法會造成強烈痛楚，克拉拉的喉嚨也因此受損而無法吞食。
碘仿療法並未收到任何成效，克拉拉最終於1907年12月21日在林茲的家中因碘仿的劇毒所造成的副作用而逝世，享年47歲。克拉拉隨後被安葬於靠近林茲的萊翁丁。
阿道夫·希特勒與母親的感情相當深厚；克拉拉的死造成其深受打擊。布洛赫稍後回憶道：「在我的職業生涯中，我從未見過任何一個如阿道夫·希特勒這般深受悲慟折磨的人。」。在其自傳《我的奮鬥》中，希特勒寫道「我已榮耀我的父親，但深愛我的母親」，同時表示母親的死對他而言是個「糟糕的打擊……」。1940年，希特勒為了向身為猶太人的布洛赫醫師就其曾治療過克拉拉一事表達感謝之意，特別准允其與其妻子移民至奧地利並遷往美國定居。
1934年，帕紹將一條街以克拉拉命名以紀念克拉拉·希特勒。

### 引用
1. ↑  . Second world war. UK. 2012-08-12  [2012-08-23]. （原始内容存档于2011-06-16）.
2. 1 2  "The Mind of Adolf Hitler", Walter C Langer, New York 1972 p. 116
3. ↑  Payne, Robert. . New York: Praeger. 1973: 12. The marriage took place early in the morning, and Klara is said to have complained: 'We were married at six o'clock in the morning, and my husband was already at work at seven.'
4. ↑  Anna Rosmus: Hitlers Nibelungen, Samples Grafenau 2015
5. ↑  Vermeeren, Mar, De jeugd van Adolf Hitler 1889–1907 en zijn familie en voorouders, Soesterberg, 2007, Uitgeverij Aspekt, ISBN 978-90-5911-606-1 (Note: source carried forward and only presumed reliable)
6. ↑  "[She] was completely devoted to the faith and teachings of Catholicism..." Smith, p. 42
7. 1 2  Olson, James S. . JHU Press. 2005-01-05: 94. ISBN 0-801-88064-5.
8. ↑  Olson 2005 p. 396
9. ↑  . The History Place. 1907-01-14  [2012-08-23]. （原始内容存档于2020-11-05）.
10. 1 2  Kershaw, Ian. . W. W. Norton & Company. 2010-01-18: 15. ISBN 0-393-07562-1.
11. ↑  Owens Zalampas, Sherree.  2nd. Popular Press. 1990-01-01: 17. ISBN 0-742-55716-2.
12. ↑  Bergen, Doris L. . Rowman & Littlefield Publishers. 2009-02-16: 31. ISBN 0-393-07562-1.
13. ↑  . Jewishvirtuallibrary.org.   [2012-08-23]. （原始内容存档于2017-01-08）.
14. ↑  Anna Rosmus: Hitlers Nibelungen, Samples Grafenau 2015, pp. 93f

### 來源
- Bullock, Alan. Hitler: A Study in Tyranny (1953) ISBN 0-06-092020-3
- Fest, Joachim C. Hitler Verlag Ullstein (1973) ISBN 0-15-141650-8
- Kershaw, Ian. Hitler 1889–1936: Hubris, WW Norton (1999) ISBN 0-393-04671-0
- Langer, Walter C. The Mind of Adolf Hitler. Basic Books, New York, (1972) ISBN 0-465-04620-7 ASIN: B000CRPF1K
- Marc Vermeeren, "De jeugd van Adolf Hitler 1889–1907 en zijn familie en voorouders"; Soesterberg (2007), 420 blz. Uitgeverij Aspekt. ISBN 978-90-5911-606-1
- Maser, Werner. Hitler: Legend, Myth and Reality, Penguin Books (1973) ISBN 0-06-012831-3
- Anna Rosmus: Hitlers Nibelungen, Samples Grafenau (2015) ISBN 978-3-938401-32-3
- Smith, Bradley F. Adolf Hitler: His Family, Childhood and Youth, Hoover Institute (1967; reprint 1979), ISBN 0-8179-1622-9